# Энбон
Энбон (фр. Hennebont; брет. Henbont) — коммуна на северо-западе Франции, находится в регионе Бретань, департамент Морбиан, округ Лорьян, центр кантона Энбон. Расположена в 14 км к северо-востоку от Лорьяна и в 47 км от Вана. Через территорию коммуны протекает река Блаве и проходит национальная автомагистраль N165. На правом берегу реки находится железнодорожная станция Энбон линии Савене-Ландерно.
Население (2019) — 16 062 человека.

## История
Территория коммуны была заселена с неолита — археологические раскопки, проведенные здесь, позволили обнаружить предметы, относящиеся к этой эпохе. Эти же раскопки подтвердили существование здесь поселения венетов во II—I веках до нашей эры.
С V века в Бретани начали селиться бретонцы, изгнанные из Британии саксами. Ведомые своими военными и религиозными лидерами (1000 святых Бретани), они создают здесь поселения и дают им бретонские названия. В Энбоне поселился Святой Карадек, являющийся с тех пор святым покровителем города. В эпоху Средневековья сеньоры Энбона построили мотт на скалистом берегу в месте поворота реки Блаве. Замок позволял контролировать движение по реке.

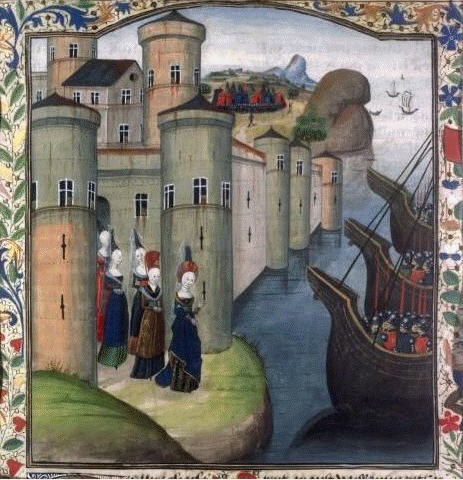
Энбон и Жанна Фландрская, картина XV века

В середине XIII века бретонский герцог Жан I Рыжий разбил местных сеньоров и присоединил Энбон к своим владениям. По его приказу на левом берегу Блаве начали строить мощную систему укреплений. Энбон быстро приобрел важное значение для всей Бретани, что в разные годы привлекало к нему внимание воюющих сторон.
Большего всего известна осада Энбона в мае-июне 1342 года, эпизод Войны за бретонское наследство герцога Жана III, которую вели Карл де Блуа и Жан де Монфор. Энбон поддерживал Монфора, и Карл де Блуа со своей армией осадил его. Жан де Монфор в это время находился во французском плену, и оборону города возглавила его жена Жанна Фландрская. Она организовала сопротивление атакам французов и сумела дождаться прибытия английского флота, пришедшего на помощь осажденным и вынудившего французов отступить от Энбона. За отвагу и бесстрашие, проявленные во время этих событий, Жанна Фландрская получила прозвище «Пламенная». Спустя два десятилетия Энбон был взят Бертраном дю Гекленом, изгнавшим из него английский гарнизон.

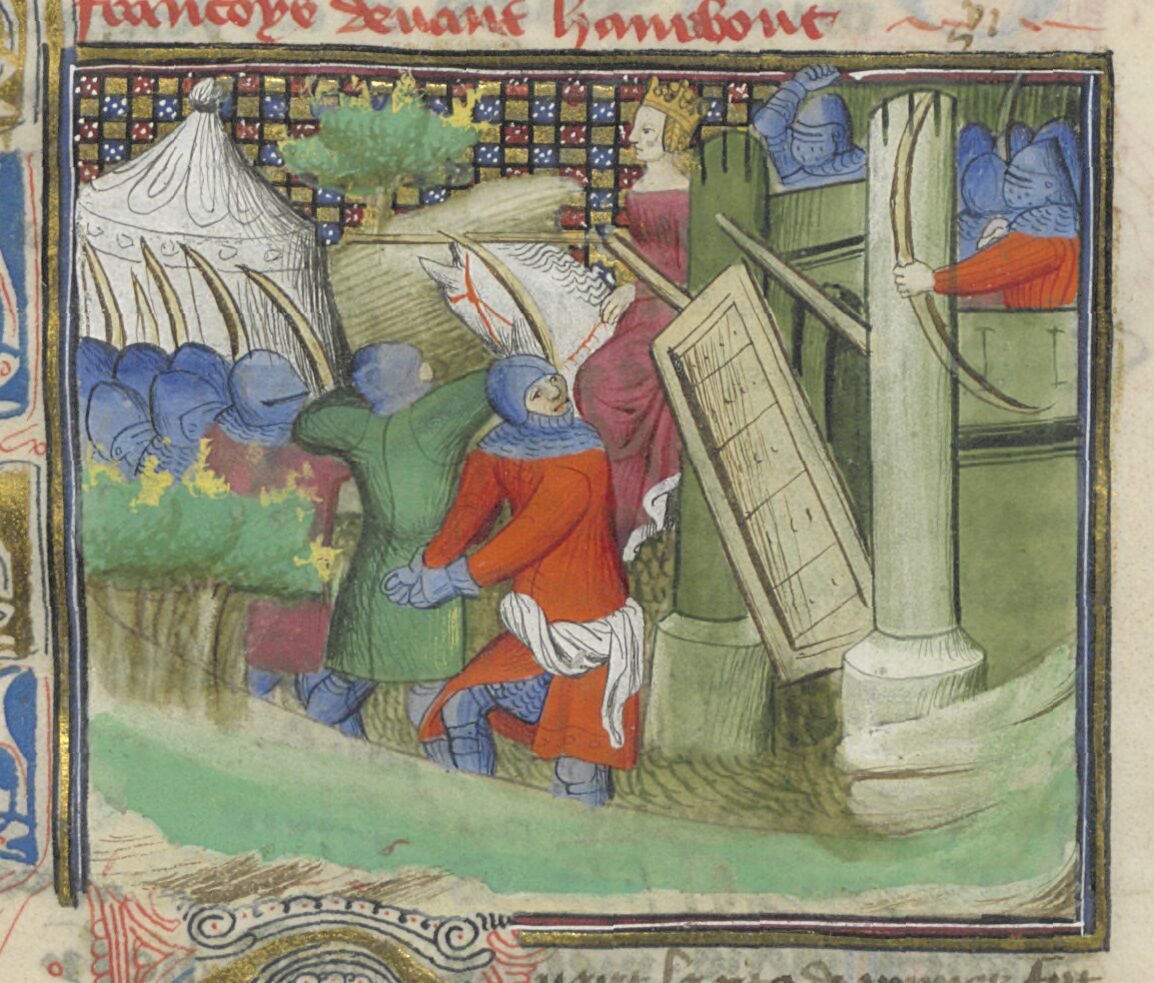
Осада Энбона, картина XV века

Вторым серьёзным испытанием для Энбона стала два века спустя осада его Рене д’Аррадоном и союзными ему испанскими войсками во время Религиозных войн. Осада была начата 5 ноября 1590 года, а 22 декабря город сдался.
В XVIII веке Энбон утратил свою значение ключевого военного объекта в региона, уступив эту роль Лорьяну и Пор-Луи.
Он был торговым и административным центром регионального значения, хотя и не мог конкурировать с Лорьяном, где в середине XVIII века обосновалась Ост-Индская компания.
Во время Второй мировой войны около 2/3 зданий Энбона было разрушено вследствие бомбардировок авиацией союзников немецких позиций.

## Достопримечательности
- Башни Бро-Эреш XV века, бывшие главные ворота замка Энбон
- Крепостные стены XV века
- Готическая базилика Нотр-Дам XVI века, уцелевшая в ходе военных действий Второй мировой войны
- Церковь Святого Жиля XI—XII веков в романском стиле
- Церковь Святого Карадека, покровителя города, XVIII века
- Бывший монастырь цистерцианок Нотр-Дам-де-Жуа XIII—XVII веков
- Шато Бо XIX века
- Ботанический парк Кербьян

## Экономика
Структура занятости населения:
- сельское хозяйство — 0,2 %
- промышленность — 8,9 %
- строительство — 13,1 %
- торговля, транспорт и сфера услуг — 36,4 %
- государственные и муниципальные службы — 41,5 %

Уровень безработицы (2018) — 13,7 % (Франция в целом — 13,4 %, департамент Морбиан — 12,1 %). 

Среднегодовой доход на 1 человека, евро (2018) — 20 930 (Франция в целом — 21 730, департамент Морбиан — 21 830).
В 2010 году среди 9726 человек трудоспособного возраста (15—64 лет) 7029 были активными, 2697 — неактивными (показатель активности 72,3 %, в 1999 году был 69,0 %). Из 7029 активных жителей работали 6122 (3300 мужчин и 2822 женщины), безработными было 907 (404 мужчины и 503 женщины). Среди 2697 неактивных 840 человек были учениками или студентами, 1070 — пенсионерами, 787 были неактивными по другим причинам .

## Демография
Динамика численности населения, чел.

## Администрация
Пост мэра Энбона с 2021 года занимает Мишель Долле (Michèle Dollé). На муниципальных выборах 2020 года победу одержал левый список во главе с действовавшим мэром Андре Артро (André Hartereau). После его отставки в мае 2021 года новым мэром Энбона избрана Мишель Долле, бывшая вторым номером в списке и первым вице-мэром.
| Период | Период | Фамилия      | Партия                              | Примечания                            |
| ------ | ------ | ------------ | ----------------------------------- | ------------------------------------- |
| 1959   | 1979   | Эжен Крепо   | Французская коммунистическая партия | член Генерального совета департамента |
| 1979   | 1997   | Жан Ле Борнь | Французская коммунистическая партия |                                       |
| 1997   | 2014   | Жерар Перрон | Французская коммунистическая партия | член Генерального совета департамента |
| 2014   | 2021   | Андре Артро  | Разные левые                        |                                       |
| 2021   |        | Мишель Долле | Разные левые                        |                                       |

## Города-побратимы
- Кронах, Германия
- Мурдья, Мали
- Халхул, Палестина
- Мамблс, Уэльс

## Знаменитые уроженцы
- Жан IV де Монфор (1293—1345), герцог Бретани во время Войны за бретонское наследство
- Пьер де Полиньяк (1895—1964), принц Монако, дед нынешнего князя Альбера II

## Галерея

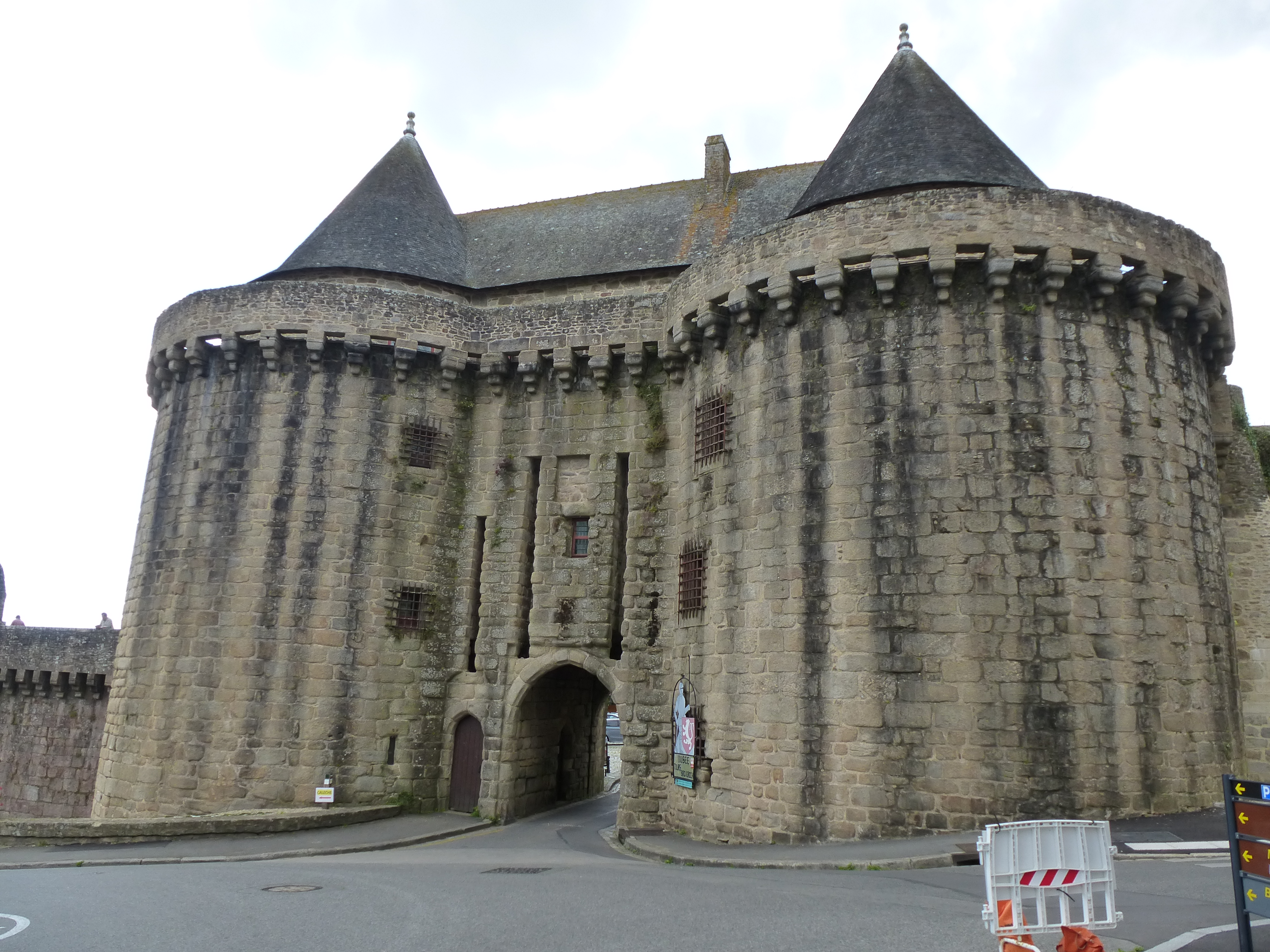
Башни Бро-Эреш
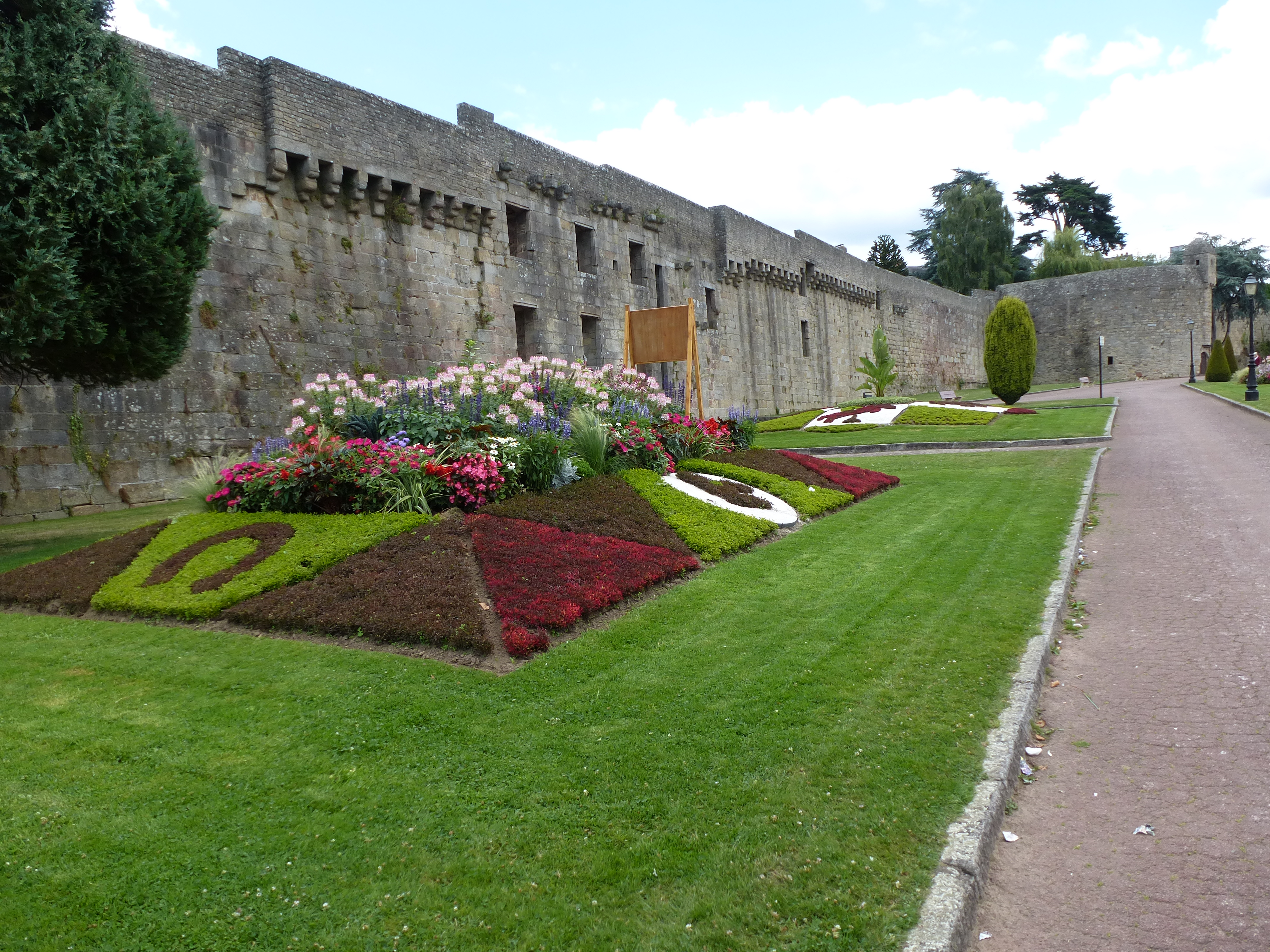
Крепостные стены
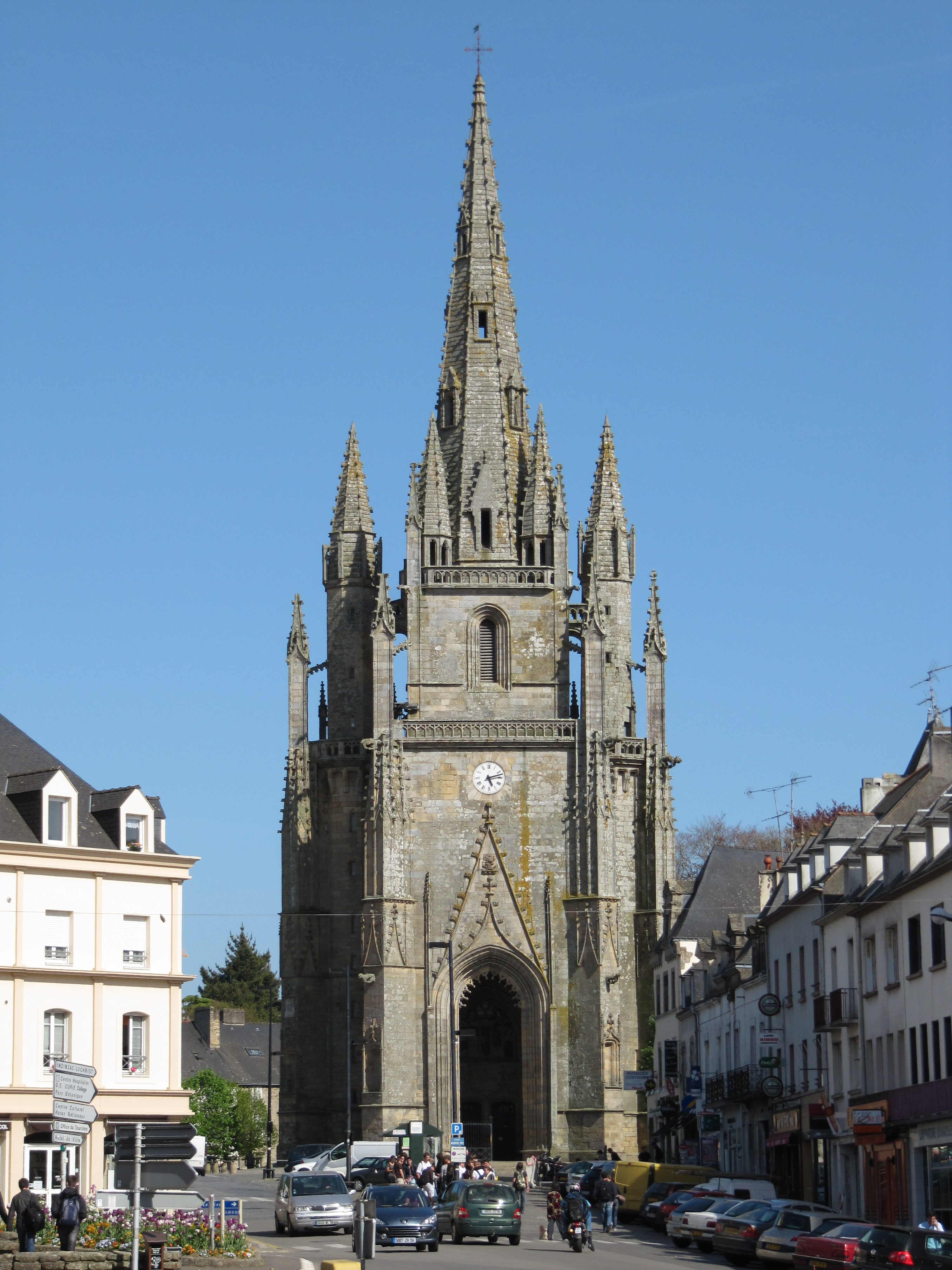
Базилика Нотр-Дам
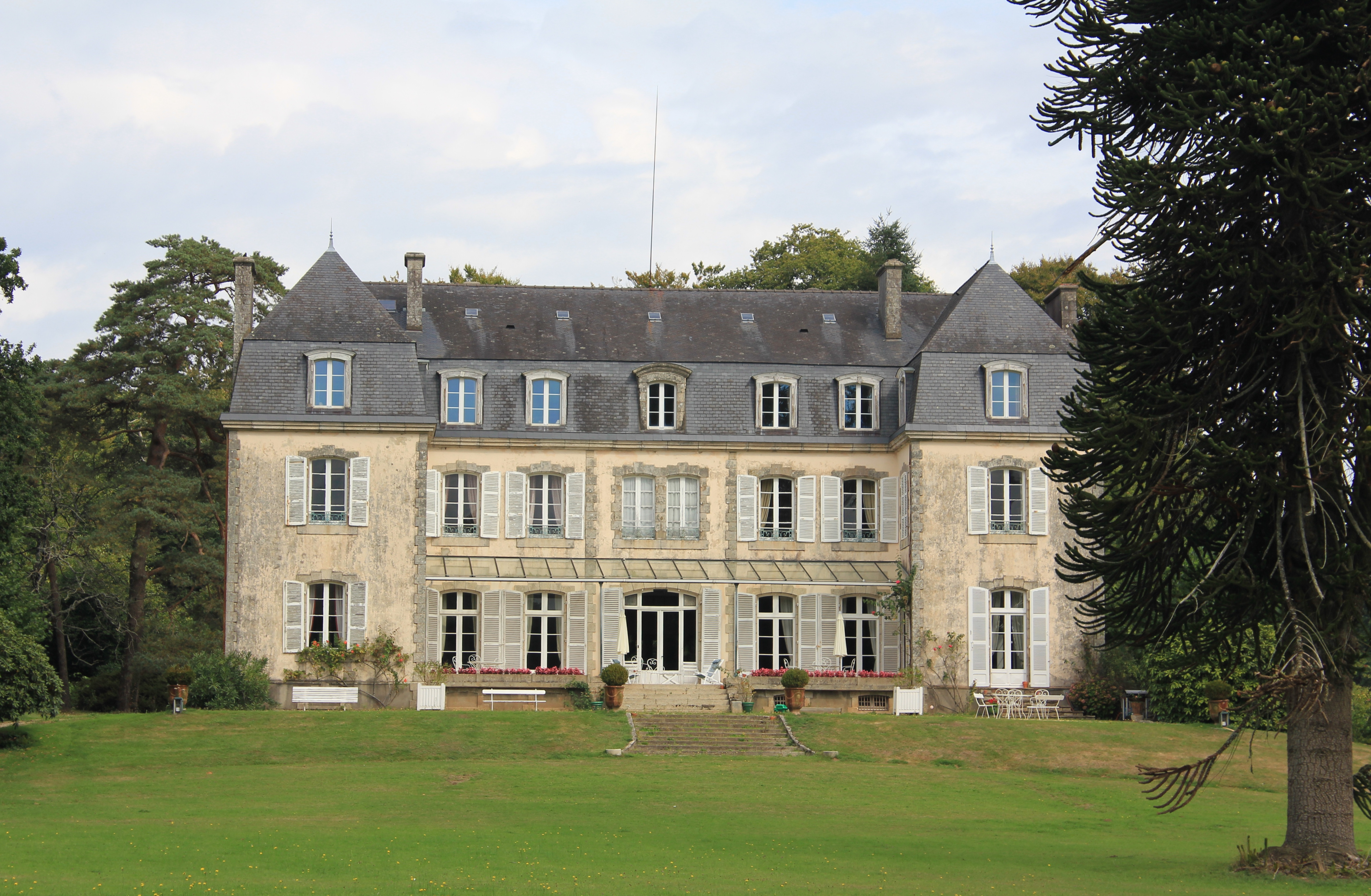
Шато Бо
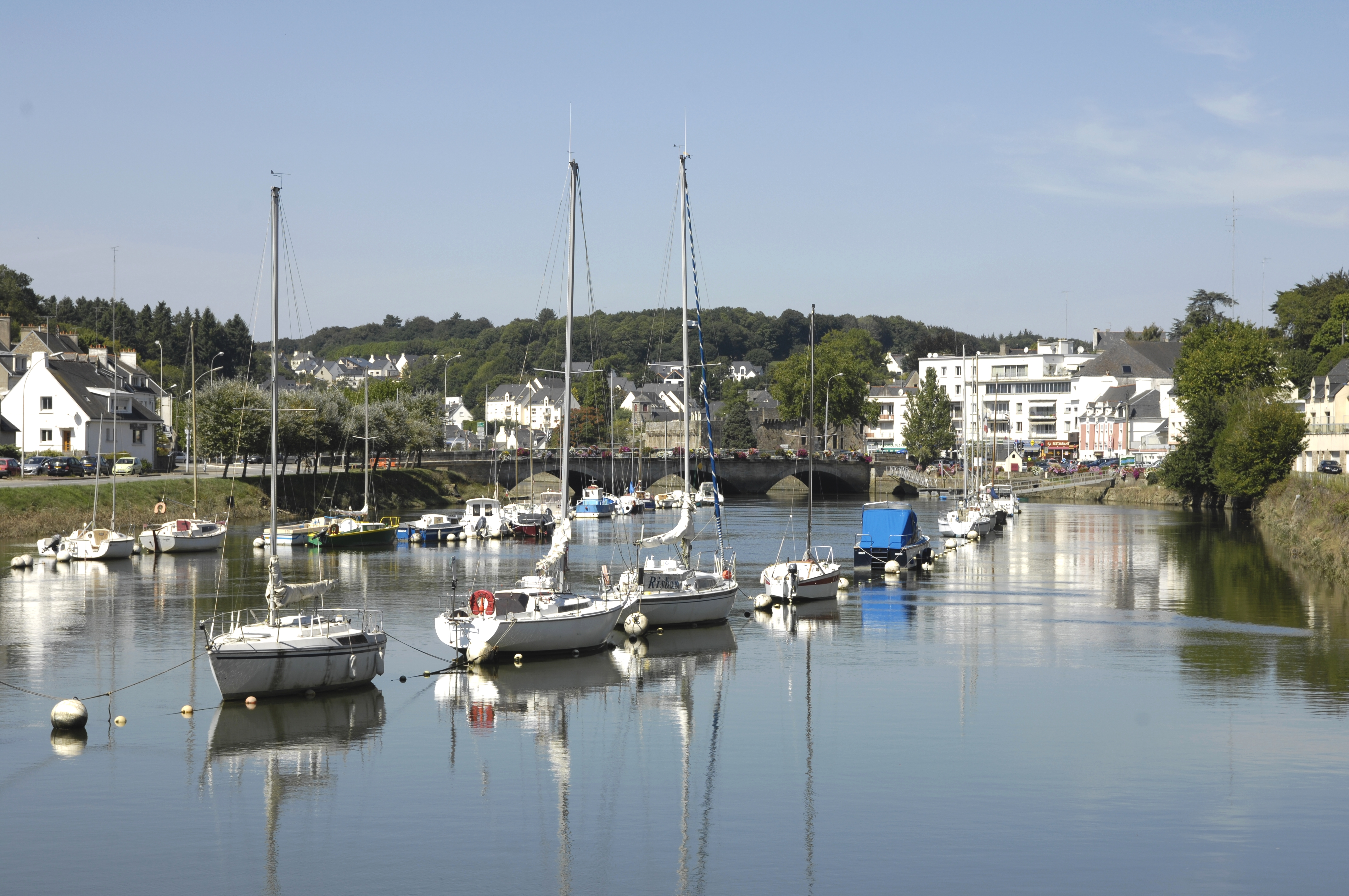
Порт Энбона